# 叉尾鯛屬
叉尾鯛屬又稱細齒笛鯛屬，為刺尾鯛目笛鯛科的一屬，傳統上歸類於鱸形目。

## 分類
本屬屬於濱鱸亞科，並包含2個種：
- 叉尾鯛 Aphareus furca (Lacepède, 1801)：又稱欖色細齒笛鯛。
- 紅叉尾鯛 Aphareus rutilans Cuvier, 1830：又稱銹色細齒笛鯛。

## 外部連結
- 维基共享资源上的相關多媒體資源：叉尾鯛屬